# Johan van Selbach
Johan van Selbach (Crottorf, Siegerland, ca. 1480 – aldaar, 11 januari 1563) was van 1522 tot 1536 kastelein van Coevorden, drost van Drenthe, bestuurder (gubernator) van de gebieden (tractuum) Drenthe en Twente (Trentae et Zuentae) en bevelhebber (praefectus) van de zeer sterke burcht Coevorden. Daarna werd hij drost te Windeck aan de Sieg (Duitsland).

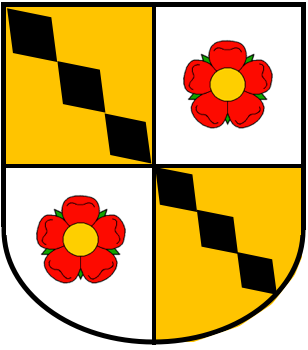
Wapen Johan van Selbach *ca.1480, +1563

## In Gelderse dienst (ca. 1510–1536)
Van Selbach was al in 1512 als drost in dienst van Johan van Wisch (die trouw had gezworen aan Karel van Gelre), wiens huis Kasteel Wisch tijdens zijn drostschap werd versterkt met poorten, grachten en bolwerken. Van Selbach deed daar belangrijke vestingbouwkundige ervaring op die hij in later jaren meermalen goed kon gebruiken.
Van Selbach, met in zijn gevolg Maarten van Rossum en andere Gelderse ridders, ondernam diverse krijgstochten, waaronder de inname van Nieuwpoort aan de Lek in 1516. Een jaar later was Selbach met Johan Goltstein aanvoerder van een 6000 man sterk huurleger (de "Zwarte Hoop"), dat door de Hertog van Gelre werd gestuurd ter versterking van de troepen van Jancko Douwama. Goltstein slaagde erin Dokkum na een belegering in te nemen, en intussen stak Van Selbach met Grote Pier en diens vloot de Zuiderzee over naar Holland en West-Friesland. Aldaar werd Medemblik ingenomen en geplunderd waarna Grote Pier met zijn oorlogsbuit terugkeerde naar Friesland. Van Selbach trok plunderend verder langs Alkmaar en Haarlem, waarna hij door de stadhouder van Holland en Zeeland, Hendrik van Nassau, naar de Veluwe werd verdreven.

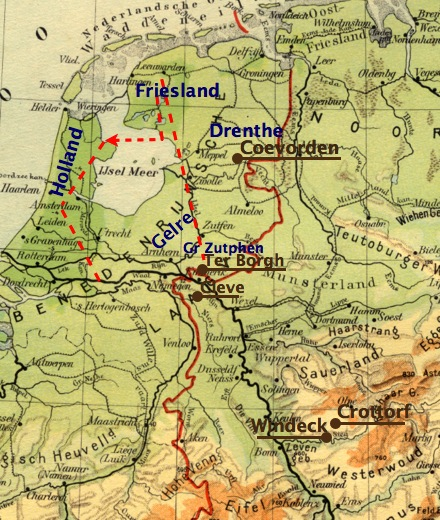
Kaart met plaatsnamen relevant voor Johan van Selbach

In 1522 werd in opdracht van Karel van Gelre het kasteel van Coevorden door Van Selbach en zijn leger ingenomen, waardoor hij de Gelderse macht kon uitbreiden tot Overijssel, Drenthe en Groningen.
Als drost van Drenthe zorgde Van Selbach voor versterking van Coevorden, en moest belastingen afdragen aan Gelre. Dat laatste was, gezien de armoede in de provincie en het feit dat de Drenten niet erg Gelders-gezind waren, geen eenvoudige taak.

## Terug naar het Siegerland (1536–1563)
Na een beleg van twee maanden moest Van Selbach november 1536 de vesting Coevorden overdragen aan Georg Schenck van Tautenburgh, de legeraanvoerder van Karel V. Na de dood van Karel van Gelre in 1538 ging Van Selbach in dienst bij diens opvolger Willem, hertog van Gulik en keerde terug naar zijn geboorteland waar hij drost van Windeck aan de Sieg werd.
Tussen 1550 en 1560 voegde Van Selbach aan de voorvaderlijke burcht Crottorf bij Friesenhagen een groot kasteel toe. Via zijn jongste dochter vererfde Crottorf aan de familie Hatzfeld. Crottorf is nog in oorspronkelijke pracht te zien en wordt door nazaten Hatzfeldt bewoond.
Van Selbach stierf in 1563 en werd in het klooster Marienstatt bij Hachenburg begraven. De grafplaat is daar nog te zien.

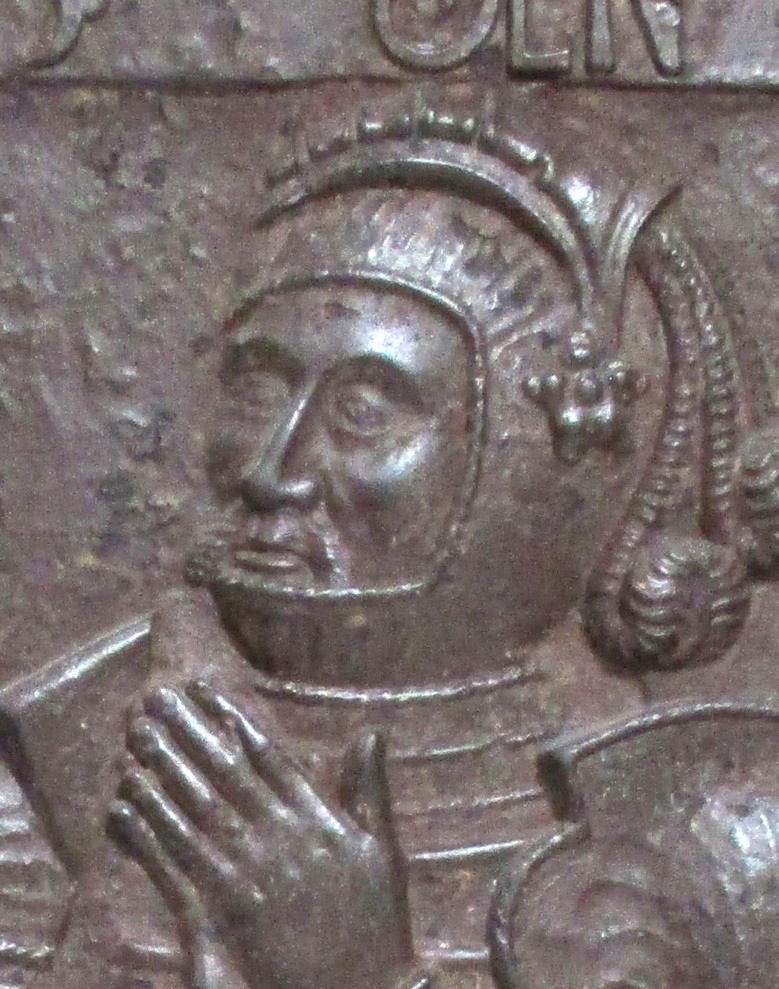
Deel van foto van de grafplaat van Johan van Selbach († 1563); klooster Marienstatt

Johan van Selbach was twee keer getrouwd. Voor 1510 met Judith Smullinck (van het Smollinghuse of Huis Sevenaer en in 1546 met haar nicht Anna Smullinck. Johan kreeg vijf kinderen.
Johan, buitenechtelijk, werd schulte van Emmen tot omstreeks 1575 en hij stierf omstreeks 1603. Zijn nazaten waren bestuurders en predikanten in Drenthe.
Maria, huwde Roelof van Munster van Schloss Herzford bij Lingen (Ems) en woonde later op den Ham bij Loppersum.  Haar grote grafsteen uit 1576 staat in de Petrus en Pauluskerk aldaar.
Henrick, erfde Clarenbeck in het hertogdom Kleef. 
Christoph, buitenechtelijk, stierf voor 1560.
Catharina, erfde Crottorf en huwde Wilhelm von Hatzfeld; zij waren de stamouders van ook de huidige bewoners van Crottorf.